# برادلي فينك
برادلي فينك هو لاعب كرة قدم سويسري، ولد في 17 أبريل 2003 في Cham, Switzerland ‏ في سويسرا.

## وصلات خارجية
- برادلي فينك على موقع قاعدة بيانات كرة القدم.إي يو (الإنجليزية)
- برادلي فينك على موقع Soccerway.com (الإنجليزية)
- برادلي فينك على موقع عالم كرة القدم.نت (الإنجليزية)